# David Janszoon Padbrué
David Janszoon Padbrué (Haarlem, ca. 1553 - begraven op 19 februari 1635) was een Nederlandse componist, zanger, luitspeler en de oom van Cornelis Thymanszoon Padbrué.
Padbrué was corael, koorknaap, en van 1562 tot 1570 lid van de Spaanse Koninklijke hofkapel, de Capilla Flamenca, in Madrid. Blijkbaar stelde koning Filips II van Spanje zijn diensten bijzonder op prijs, aangezien hij hem verschillende prebenden heeft toegekend, namelijk in Delft, Den Haag en Haarlem. 
Later wordt Padbrué vermeld als luytslager en ten slotte als vlascoper in Amsterdam.
In 1601 gaf hij een volledige reeks bewerkingen van de 150 psalmen uit, en wel in vier- tot achtstemmige motetstijl, het Psalm-geclanck. Deze bewerking van het Nederlandse Datheense psalter was, aangezien toentertijd in de Hervormde Kerk in de Republiek geen plaats was voor de uitvoering van meerstemmige psalmbewerkingen, dan ook helemaal bestemd voor huiselijke uitvoering. Ongelukkigerwijs is van deze druk, op één enkel onvolledig tenorstemboek na, niets bewaard gebleven. 
- Bibliothèque nationale de France: cb162328448 (data)
- International Standard Name Identifier: 0000 0001 0255 3264
- MusicBrainz: fb8e7d98-12e3-43ff-90ae-12e4985567c2
- Virtual International Authority File: 314803037